# Léon Georget

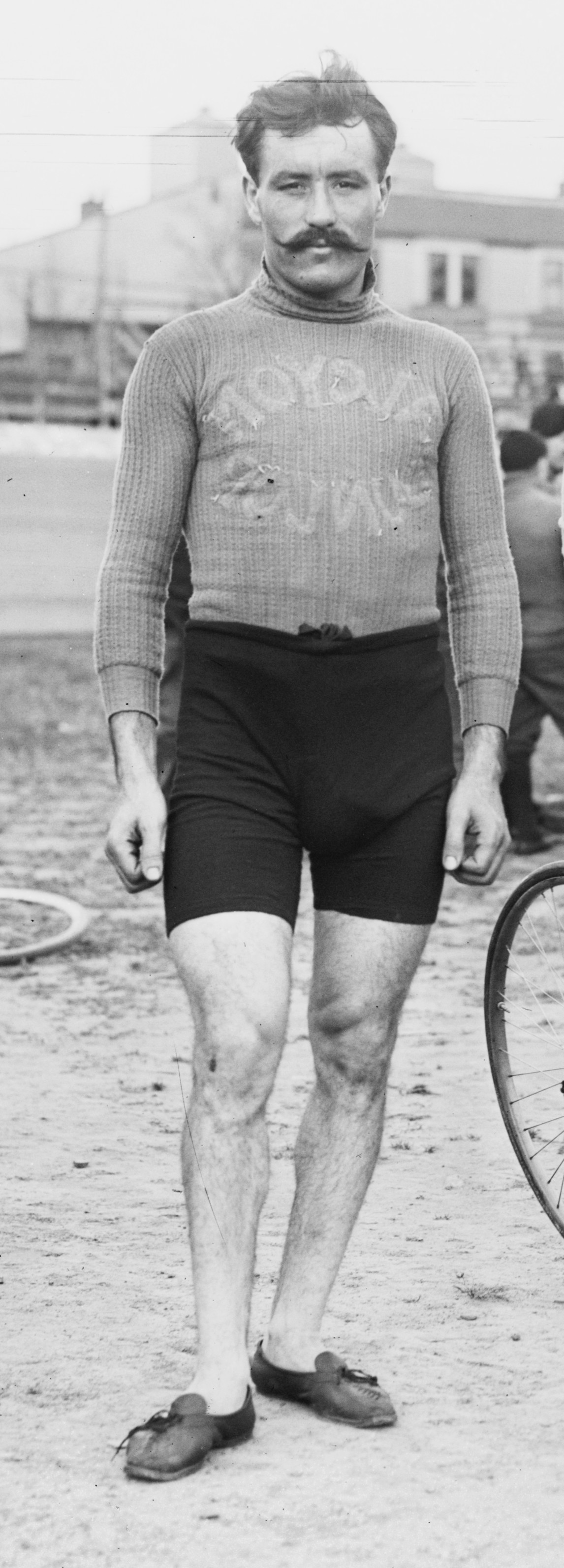
Léon Georget in 1908

Léon Georget (Preuilly-sur-Claise, 2 oktober 1879 - Parijs, 5 november 1949) was een Frans wielrenner. Zijn bijnamen waren onder meer Le Vieux, Le Père Bol d'Or, Gros Rouge en Le Brutal. Hij was een oudere broer van Émile Georget en de vader van Pierre Georget.
Georget was met recht "Mister Bol d'Or": hij won deze uitputtingsslag negen keer en overschreed in 24 uur regelmatig de 900 kilometer.

## Belangrijkste overwinningen
1903
- Bol d'Or

1906:
- Zesdaagse van Toulouse (samen met Émile Georget)
- Vierentwintig uur van Brussel (samen met Émile Georget)

1907
- Bol d'Or

1908
- Bol d'Or

1909
- Bol d'Or

1910
- Bol d'Or

1911:
- Bol d'Or

1912:
- Bol d'Or

1913:
- Bol d'Or

1919
- Bol d'Or

## Resultaten in de voornaamste wedstrijden
| Jaar | Ronde van Italië | Ronde van Frankrijk | Ronde van Spanje |
| ---- | ---------------- | ------------------- | ---------------- |
| 1903 |                  | opgave              |                  |
| 1906 |                  | 8e                  |                  |
| 1907 |                  | opgave              |                  |
| 1908 |                  | opgave              |                  |
| 1912 |                  |                     |                  |

| Jaar | Milaan-San Remo | Parijs-Roubaix |
| ---- | --------------- | -------------- |
| 1903 |                 |                |
| 1906 |                 |                |
| 1907 |                 | 7e             |
| 1908 |                 |                |
| 1912 | 35e             |                |